# Atsushi Ōkubo
Atsushi Ōkubo (jap. 大久保 篤, Ōkubo Atsushi), auch Ohkubo Atsushi, ist ein japanischer Mangaka.
Er besuchte die Tōkyō Animator Gakuin. Bekannt wurde er durch seine Arbeit an dem Manga Soul Eater, der auch als Anime adaptiert wurde. Ōkubo arbeitete als Assistent unter Rando Ayamine an der Mangaserie Get Backers.

## Werke
- Get Backers (1999) – Assistent
- B-Ichi (B壱) (2002) – Autor, Zeichner
- Soul Eater (2003) – Autor, Zeichner
- Soul Eater Not! (2011) – Autor, Zeichner
- Fire Force (2015) – Autor, Zeichner

| Personendaten    | Personendaten         |
| ---------------- | --------------------- |
| NAME             | Ōkubo, Atsushi        |
| ALTERNATIVNAMEN  | 大久保 篤 (japanisch) |
| KURZBESCHREIBUNG | japanischer Mangaka   |
| GEBURTSDATUM     | 20. Jahrhundert       |